# Суперкуп ВТБ јунајтед лиге
Суперкуп ВТБ јунајтед лиге, познат и као Суперкуп ВТБ лиге, је годишње кошаркашко такмичење клубова учесника ВТБ јунајтед лиге. Игра се у турнирском формату пред почетак сезоне и броји 6 клубова, а прво издање приређено је 2021. године.

## Финала
| Сезона | Домаћин                      | Финале      | Финале   | Финале      | Меч за 3. место | Меч за 3. место | Меч за 3. место |
| Сезона | Домаћин                      | Победник    | Резултат | Финалиста   | Треће место     | Резултат        | Четврто место   |
| ------ | ---------------------------- | ----------- | -------- | ----------- | --------------- | --------------- | --------------- |
| 2021   | Русија · (ВТБ Арена, Москва) | ЦСКА Москва | 81–73    | Зенит       | УНИКС           | 84–70           | Локомотива      |
| 2022   | Русија · (ВТБ Арена, Москва) | Зенит       | 71–70    | ЦСКА Москва | УНИКС           | 83–77           | Партизан        |
| 2023   | Русија · (ВТБ Арена, Москва) | Зенит       | 85–83    | Локомотива  | Фенербахче      | 82–80           | Нижњи Новгород  |
| 2024   | Русија · (ВТБ Арена, Москва) | ЦСКА Москва | 87–72    | УНИКС       | Зенит           | 83–70           | Црвена звезда   |